# علا حسان
علا حسان كاتبة، وروائية وقاصة مصرية وعضو باتحاد كتاب مصر.

## كتاباتها ومؤلفاتها
ألّفت علا حسان العديد من المؤلفات التي تنوعت ما بين الرواية الطويلة، والمجموعات القصصية، ومنها:
- لميس (رواية): صدرت عام 2008 عن دائرة الثقافة والإعلام بالشارقة.[1][2]
- الرحيل إلى القمر (مجموعة قصصية)
- العالم فوق بركان (مجموعة قصصية)
- هجرة سرية (رواية): صدرت عام 2013 عن دار ليلى للنشر والتوزيع بالقاهرة، وفازت بجائزة أفضل رواية في مهرجان القلم الحر.
- جنجويد (رواية): صدر عام 2014 عن دار أطلس للنشر والتوزيع بالقاهرة.[3][4][5]

## الجوائز
حظيت علا حسان بتكريم العديد من الجهات المحلية والدولية، وحصلت على عدد من الجوائز من أهمها:
- جائزة الشارقة للإبداع العربى عن روايتها «لميس».
- جائزة القلم الحر في الرواية عن روايتها «هجرة سرية» من مهرجان القلم الحر للإبداع العربي في دورته الخامسة، والذي أقيم بمدينة الفيوم في سبتمبر 2014.[6]

## روابط خارجية
مدونة علا حسان